# Artus Wolffordt
Artus Wolffordt   (Anvers, 1581 (Gregorià) - Anvers, 1641), també dit Wolfaerts, Wolfaert, Wolfart i Wolfert, fou un pintor representant del barroc brabançó.

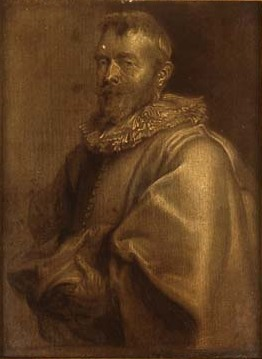
Artus Wolfordt per Anthony van Dyck

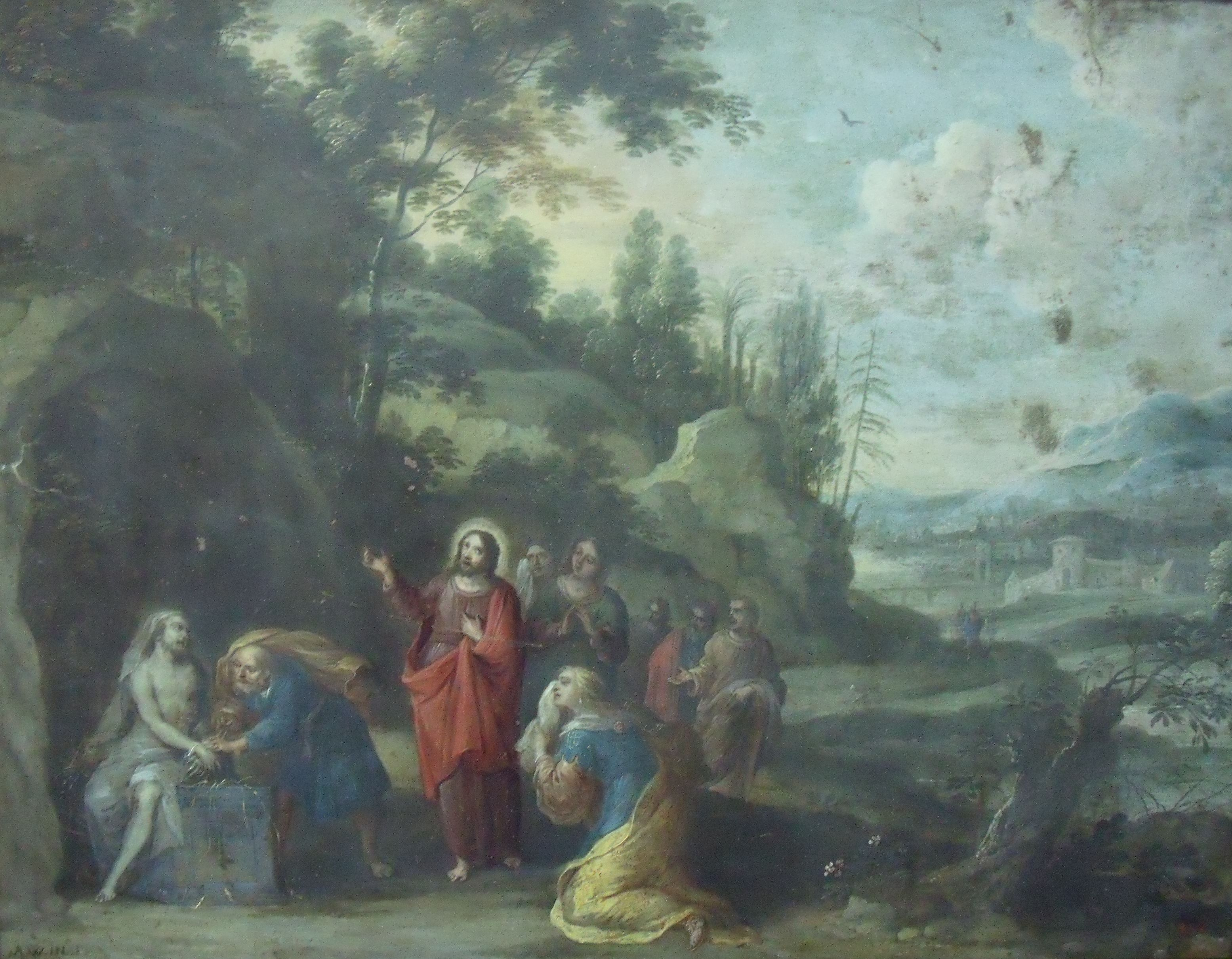
Pintura religiosa del que representa la resurrecció de Llàtzer sobre un fons de paisatge. Obra pertanyent a la Biblioteca Museu Víctor Balaguer.

Estudià a Dordrecht, on residia la seva família. Retornà a Anvers el 1615 i continuà la seva formació a l'estudi d'Otto van Veen. L'any 1617 realitzà les pintures de l'altar de La Resurrecció i L'Assumpció a la catedral de St Paul a Anvers.
La seva obra rebé una gran influència de Rubens sobretot en l'aspecte compositiu, i a partir de 1630 estilísticament. La majoria de les seves obres eren de temàtica religiosa, on tractava escenes de la vida de Crist. Entre els seus alumnes es trobaven Pieter Van Mol i Pieter van Lint.
Les seves obres es troben a diferents museus del món, com ara el Musée des beaux-arts de Besançon o el Columbia Museum of Art. A Catalunya, a la Biblioteca Museu Víctor Balaguer hi ha les peces Resurrecció de Llàtzer i La Sagrada Família, fugida a Egipte.